# Primera revolta nobiliària contra Jaume I d'Aragó
La Primera revolta nobiliària contra Jaume I d'Aragó es produí l'any 1220 i fou liderada per Rodrigo de Liçana i Pero Ferrández d'Açagra, sobirà independent de la Senyoria d'Albarrasí. Jaume I, que aleshores tenia tan sols 11 anys, i el Consell Reial que assessorava el jove rei, aconseguiren sufocar ràpidament la rebel·lió, però fracassaren en l'intent de conquerir la Senyoria d'Albarrasí per a la Corona d'Aragó.

## Antecedents

### La mort del rei Pere II d'Aragó "el Catòlic" a la Batalla de Muret

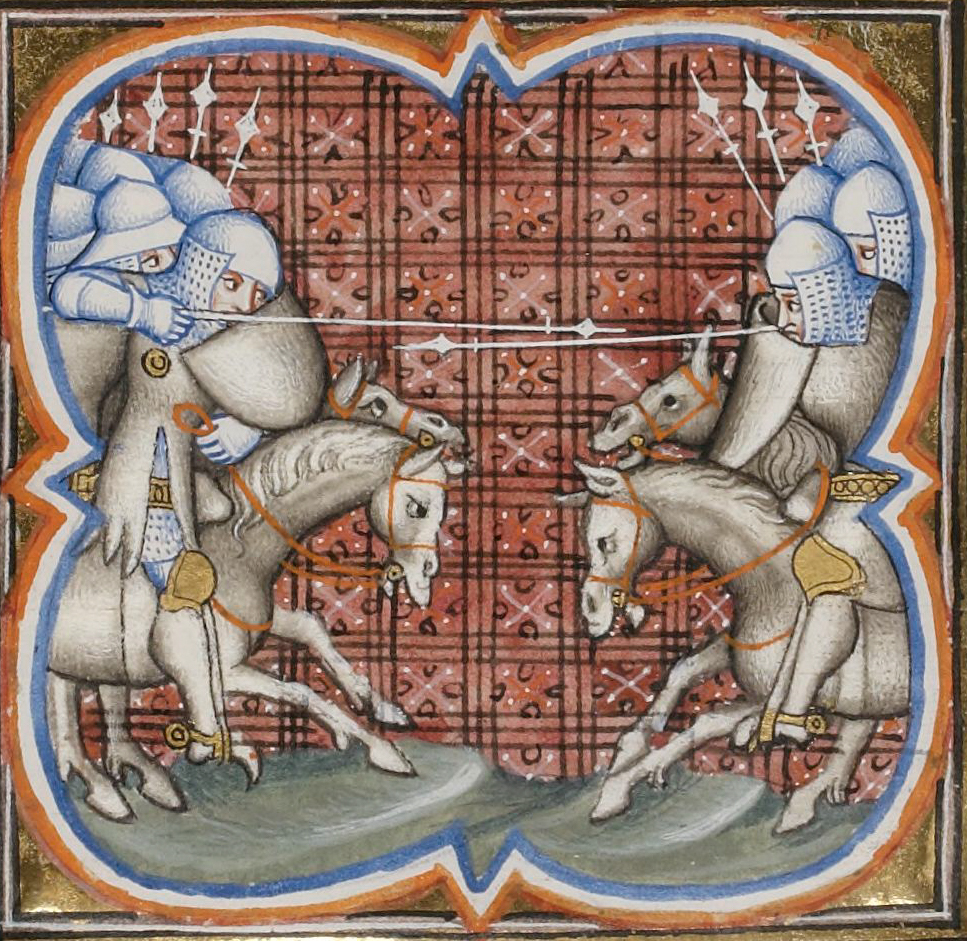
La batalla de Muret

Després de la victòria cristiana sobre els almohades a la batalla de Las Navas de Tolosa, el rei Pere II d'Aragó s'implicà en la Croada albigesa. El rei Pere era vassall de la Santa Seu per la seva coronació a Roma l'any 1204 i la seva ortodòxia catòlica era indubtable. Per aquesta raó, Ramon VI de Tolosa, els cònsols de Tolosa, el comte de Foix i el de Comenge s'hi adreçaren buscant un aliat poderós i inqüestionable. Malgrat que el rei Pere II d'Aragó mai no va ser favorable envers l'heretgia càtara, car ja des del 1198 havia pres mesures contra l'heretgia als seus dominis, va intervenir-hi per defensar els seus vassalls occitans amenaçats per Simó de Montfort i consolidar l'hegemonia de la Corona d'Aragó a Occitània.
El primer intent per trobar una sortida pacífica al conflicte va ser el pacte per casar la filla de Simó de Montfort, Amícia, amb el fill primogènit de Pere I d'Aragó, Jaume (futur Jaume I d'Aragó). A tal fi, el rei Pere entregà l'infant Jaume, que aleshores tan sols tenia 3 anys, a Simó de Montfort. Però un cop aquest tingué al nadó sota el seu poder, continuà atacant els vassalls del rei d'Aragó i finalment s'imposà la via militar com a única sortida al conflicte. El 12 de setembre de 1213 es lliurà la batalla de Muret en la qual morí el rei Pere II d'Aragó.
La Corona d'Aragó s'havia quedat sense rei, sense successor i en una situació financera crítica a causa de la guerra.

### Regència de Sanç d'Aragó durant la minoria d'edat de Jaume I
El Papa Innocenci III nomenà un consell de regència. Posteriorment Sanç d'Aragó fou nomenat Procurador general. Durant aquest temps el seu poder es va posar molt en dubte i van ser moltes les disputes per l'hegemonia amb Ferran d'Aragó, germà del rei difunt Pere II d'Aragó. El 1217, quan el rei tenia 9 anys, un grup de nobles va treure l'infant Jaume de la fortalesa de Montsó, on es trobava, per tal d'evitar una probable guerra civil entre els nobles comandats partidaris de Sanç d'Aragó i els nobles partidaris de Ferran d'Aragó.

## La revolta
Rodrigo de Liçana, de resultes d'un tort que li havia fet, va capturar al cavaller Lope d'Albero, va saquejar i apoderar-se del castell d'Albero i l'empresonà al seu castell de Liçana. El cavaller Pelegrín d'Atrosillo, gendre de Lope d'Albero, acompanyat del seu germà Gil II d'Atrosillo, portaren l'assumpte davant del rei Jaume I i aquest, assessorat pel Consell Reial, fallà en favor de l'empresonat Lope d'Albero, ordenant-ne l'immediat alliberament. Per contra, Rodrigo de Liçana es negà a acatar la decisió i es revoltà contra el rei i el Consell Reial. El Consell Reial acordà fer la guerra contra Rodrigo de Liçana fins que no fos alliberat Lope d'Albero i se li compensessin tots els danys que havia patit.

## La guerra
A tal fi fou armada la Host Reial que es dirigí primerament a alliberar el castell d'Albero, que restava ocupat per les tropes de Rodrigo de Liçana. La Host Reial inicià el Setge d'Albero amb un fonèvol construït a la ciutat d'Osca, aconseguint que al cap de dos dies de l'arribada del jove rei la guarnició es rendís. El següent objectiu de la Host Reial va ser el castell de Liçana, feu principal de Rodrigo de Liçana i on es trobava empresonat Lope d'Albero. En tenir notícies de l'arribada de la Host Reial, Rodrigo de Liçana fugí cap a la Senyoria d'Albarrasí, un territori sobirà sota el domini Pero Ferrández d'Açagra, cercant el suport d'aquest, ja que el 1218 havia estat exclòs del Consell Reial.
El Setge de Liçana s'inicià el mes de maig del 1220. El castell de Liçana comptava amb una bona guarnició sota el comandament de Pero Gómez, vassall de Rodrigo de Liçana. Dia i nit es bateren les murades del castell fins que aquestes començaren a cedir deixant un portell obert. Finalment s'inicià l'assalt a les murades del castell, i el primer a escalar les murades fou Pero Garcés d'Alfaro qui aconseguí capturar el comandant del castell Pero Gómez. Després d'una sagnant batalla, el castell fou pres a l'assalt i les tropes reials alliberaren el cavaller Lope d'Albero.
Per tal de sufocar totalment la rebel·lió, la Host Reial es dirigí cap a la Senyoria d'Albarrasí, on s'havia refugiat Rodrigo de Liçana. A partir d'aleshores s'uniren a la Host reial les tropes de Pero d'Ahones i de Ximeno Cornel I. El Setge d'Albarrasí es perllongà durant dos mesos, des del juny fins a l'agost del 1220, amb un mandró i un fonèvol. Però malgrat les forces concentrades pel rei la noblesa que lluitava sota les seves ordres es mostrà reticent, fins al punt de col·laborar amb els nobles assetjats. Conscient que el setge havia fracassat, Jaume I ordenà alçar el setge i el 12 d'agost del 1220 ja es trobava a Terol.

## Conseqüències
Jaume I i Consell Reial havien reeixit a alliberar Lope d'Albero així com a reduir la revolta, però havien fracassat en l'intent d'apoderar-se de la Senyoria d'Albarrasí. El senyor d'Albarrasí, Pero Ferrández d'Açagra, fou perdonat pel rei i, teòricament, es reduí a la seva obediència. Malgrat això, la revolta havia demostrat que l'autoritat del jove rei d'11 anys sobre la noblesa continuava en entredit i les reticències augmentaren. Les conxorxes nobiliàries per tal de dominar el Consell Reial per tal de poder influir sobre el jove rei continuaren.